# Abbaye de Stötterlingenburg
L'abbaye de Stötterlingenburg est une ancienne abbaye bénédictine à Lüttgenrode, quartier d'Osterwieck, dans le Land de Saxe-Anhalt et l'ancien évêché d'Halberstadt.

## Histoire
L'abbaye est fondée en 992 par Hildiward, évêque d'Halberstadt et consacrée trois ans plus tard. Elle est reconstruite sous l'épiscopat de Reinhard de Blankenburg. En 1249, le pape Innocent IV promet sa protection. En 1297, les comtes de Regenstein décident de se faire enterrer ici.
En 1557, elle est dissoute à cause de la Réforme protestante. En 1606, elle est le siège de la souveraineté locale.
En 1814, Friedrich Kleist von Nollendorf acquiert le lieu ainsi que Wülperode.
Il ne reste plus aujourd'hui que le clocher et des murs de la nef de l'église abbatiale.